# 최대 사거리
최대 사거리(最大射距離)란 무기에서 발사된 탄알이 도달할 수 있는 최대거리를 의미하며, 유효사거리와는 구분된다. 일반적으로 소총과 같이 직접조준하여 발사하는 직접사격무기의 경우 탄알이 최대사거리에 도달할 때는 이미 에너지를 잃어 살상력을 거의 상실하게 되므로 최대사거리는 사실상 의미가 없다고 할 수 있고, 무기의 성능은 유효사거리가 좌우한다. 그러나 대포와 같이 탄알이 목표에 도달한 후 폭발하여 파편과 폭풍으로 살상을 하는 간접사격무기의 경우 최대사거리가 길수록 목표를 타격할 수 있는 범위가 넓어지므로 최대사거리는 무기의 성능을 좌우하는 중요한 요소이다.

## 같이 보기
- 유효 사거리